# Tebicuary
De Tebicuary (Spaans: Río Tebicuary) is een rivier in Paraguay die ontspringt bij het dorpje Colonia Aurora. Hij mondt uit in de Paraguay.

## Loop
De Tebicuary ontspringt bij Colonia Aurora, een dorp in het noorden van de provincie Itapúa. Een paar kilometer stroomafwaarts bereikt hij de provincie Caazapá. Hier meandert hij vooral door de oerwouden. Nog verder stroomafwaarts stroomt hij ook langs plaatsen als Yuti, Leandro Oviedo, San Miguel, Villa Florida, Yegros  en San Juan Bautista. Uiteindelijk mondt hij iets ten noorden van Pilar uit in de Paraguay